# Luleb Tjelkesjaure
Luleb Tjelkesjaure är en sjö i Arjeplogs kommun i Lappland och ingår i Umeälvens huvudavrinningsområde. Sjön har en area på 0,51 kvadratkilometer och ligger 655 meter över havet. Luleb Tjelkesjaure ligger i Laisälven Natura 2000-område.

## Delavrinningsområde
Luleb Tjelkesjaure ingår i det delavrinningsområde (733994-154635) som SMHI kallar för Utloppet av Luleb Tjelkesjaure. Medelhöjden är 674 meter över havet och ytan är 2,56 kvadratkilometer. Räknas de 2 avrinningsområdena uppströms in blir den ackumulerade arean 12,63 kvadratkilometer. Vattendraget som avvattnar avrinningsområdet har biflödesordning 6, vilket innebär att vattnet flödar genom totalt 6 vattendrag innan det når havet efter 422 kilometer. Avrinningsområdet består mestadels av skog (67 procent). Avrinningsområdet har 0,55 kvadratkilometer vattenytor vilket ger det en sjöprocent på 21,5 procent.